# Kenan Olcay
Kenan Olcay (* 30. November 1913; † zwischen 1948 und 2013) war ein türkischer Ringer.

## Biografie
Kenan Olcay gewann bei den Olympischen Sommerspielen 1948 in London die Silbermedaille im Fliegengewicht des Griechisch-römischen Stils.